# Fernando Oramas
Fernando Oramas (Bogotá, 10 de marzo de 1925-Bogotá, 6 de julio de 2016) fue un pintor, muralista y dibujante colombiano, que compartió obras en murales con Diego Rivera y David Alfaro Siqueiros. Fundó el taller y movimiento Arte Público frente a la Universidad de los Andes en un claro de desafío con la académica y crítica de arte Marta Traba. Oramas destacó como un autor plástico que abarcó temas y técnicas variadas como el grabado, el óleo y murales. En cuanto a temas estuvo siempre muy cerca de los temas pastoriles y populares y de contenido político social; comprometido. 
Fue alumno de artes de la Universidad Nacional de Colombia. Trabajó ilustrando y haciendo caricaturas para la revista Semana. Vivió durante algunos años en Guatemala y México, países donde su obra fue premiada.

### En redes sociales
- Fernando Oramas en Instagram
- Fernando Oramas en Facebook

- Datos: Q29618560